# Station Banjaran
Station Banjaran is een spoorwegstation in Adiwerna, Midden-Java in Indonesië.
Het station ligt aan de spoorlijn Prupuk-Tegal.